# Ахмед бей джамия (Разград)
Вижте пояснителната страница за други значения на Ахмед бей джамия.
Ахмед бей джамия (на турски: Ahmet Bey Camii) е единственият действащ мюсюлмански храм в Разград.
Сградата има забележителна архитектура и е обявена за паметник на културата от регионално значение. В джамията се пази реликва, наречена от мюсюлманите „Сакал и Шериф“ – косъм от брадата на Мухаммед. Такива реликви има само в още 3 джамии в България – в Кърджали, в шуменската Томбул джамия и в Пловдив. В двора на джамията се помещава и Районното мюфтийство.

## Архитектура
Ахмед бей джамия е построена през първата половина на 16 век. Дълго време се смяташе, че джамията е съградена век по-рано, но дешифроването на уникалния каменен надпис над входа на молитвената зала датира постройката от 1543 година.
Джамията представлява солиден квадрат, покрит с керемиди купол. Построена е от фин бледожълт варовик, като големите блокове са поставени един върху друг без видими фуги. Отвън кубето „стъпва“ върху осмостен, образуван от отстъпите на ъглите на блокоподобния корпус на джамията. Първоначално джамията е била предхождана от трикуполен портик. Неговите основи все още могат да се видят. Те са използвани като основи за наследилата портика нова зала, построена през 19 век. Тя представлява затворена структура и не е изградена от добре обработените и полирани блокове от жълтеникав варовик, които са използвани за останалата част от сградата, а от по-нискокачествени материали – дърво и кирпич.
Най-забележителната част от джамията е нейното елегантно минаре. То е високо 21 м и се издига от дясната страна на постройката като е запазило оригиналната си форма от 16 век. Изящната му скулптурна украса се концентрира около шерефето на минарето. Tя представлява редица много изразени сталактити, издаващи се издават навън от ствола, образуващи основата на балкона. Затвореният парапет на шерефето е украсен с геометрични мотиви, съставени от пресичащи се кръгове. Единствено завършекът на минарето е с по-късна дата, но той прекрасно хармонизира с оригиналните части. Минарето на Ахмед бей джамия в Разград е сред най-изящните примери на османската ислямска архитектура, които все още са запазени в България. През 2010 година по време на пролетна буря гръм удря минарето на джамията, което е сериозно повредено.